# Cacosternum striatum
Cacosternum striatum és una espècie de granota que viu a Lesotho, Sud-àfrica i, possiblement també, Moçambic i Eswatini.
Està amenaçada d'extinció per la pèrdua del seu hàbitat natural.